# Gerocarne
Gerocarne är en ort och kommun i provinsen Vibo Valentia i regionen Kalabrien i Italien. Kommunen hade 2 146 invånare (2017).